# الحزب المحلي
الحزب المحلي هو حزب سياسي في كينيا. يرأسه حاليًا السياسي المخضرم إسحاق روتو.  يضم الحزب أربعة أعضاء منتخبين في الجمعية الوطنية الكينية. 